# Guz Águila
Guz Águila (nombre artístico de Antonio Guzmán Aguilera) (Miguel Auza, Zacatecas, 21 de marzo de 1894-Ciudad de México, 5 de junio de 1958) fue un escritor y argumentista mexicano. Destacó por serlo en los largometrajes La mujer del puerto, Allá en el Rancho Grande y Águila o Sol y por su amplia carrera como libretista del teatro de revista.
Biografía
Antonio Guzmán Aguilera nació en San Miguel del Mezquital, hoy Miguel Auza, Zac., el 21 de marzo de 1894 y falleció en la Ciudad de México el 5 de junio de 1958, cuando contaba con aproximadamente seis años de edad fue, con su familia, a vivir a la ciudad de Durango y seis años más tarde a la Ciudad de México, en donde murió su padre un par de años después.
Carrera artística
En el año de 1920 inició su carrera como periodista al ingresar a El Universal Ilustrado como crítico teatral, y el mismo año debutó en escena como libretista con la obra El diez por ciento, a la que siguieron La huerta de don Adolfo, El jardín de Obregón (1920), Lindbergh en México (1927), El país de las drogas, Musas de América (1928), Vas con celos y vienes con ambiciones, Según te portes Gil (1929), La república celestial (1931) y México de mis amores (1932), entre muchas otras. Escritor de fácil versificación e innegable oportunismo, llegó a estrenar en dos teatros distintos en una sola noche. Aunque gozó del favor de numerosos políticos, el presidente Alvaro Obregón se incomodó por el contenido de alguno de sus libretos y lo mandó confinar por un breve periodo en una prisión de Baja California, después de lo cual el autor se autoexilio en Estados Unidos hasta 1927.
Algunos años más adelante se incorporaría a la industria del cine como guionista, participando en películas tan importantes como La mujer del puerto y Allá en el Rancho Grande, además de otras de gran éxito, por ejemplo, La Llorona, Soy charro de Rancho Grande, Águila o sol, Así se quiere en Jalisco, Soy charro de levita, entre muchas otras; también hizo un par de intentos como director de cine, primero codirigiendo Amapola del Camino al lado de Juan Bustillo Oro, y después en solitario, sin éxito, con La justicia de Pancho Villa (El gaucho Múgica).
El talento de este zacatecano no fue único en su familia, ya que dos de sus guiones más importantes, Allá en el Rancho Grande y Bajo el cielo de México, fueron adaptaciones al cine de las novelas Cruz y Amansadores de potros, respectivamente, originales de Luz Guzmán Aguilera, Lucita, su hermana, de la que seguramente hablaremos en otra oportunidad.
Al hablar de la llamada Época de Oro del cine mexicano, invariablemente pensamos en un par de películas que, de diferentes formas, son referentes en la historia del cine nacional, me refiero a La Mujer del Puerto, estelarizada por Andrea Palma bajo la dirección de Arcady Boytler, y a Allá en el Rancho Grande, de la cual se hicieron dos versiones, ambas dirigidas por Fernando de Fuentes, la primera filmada en el año de 1936 y estelarizada por Tito Guízar y la segunda filmada en 1947 y protagonizada por Jorge Negrete.
Por otra parte, dentro de la poesía de corte vernáculo que alcanzó gran popularidad durante la primera mitad del siglo pasado, y del que fueron exponentes importantes Juan García Jiménez, Carlos Rivas Larrauri y Aurelio González Carrasco, hay una poesía que también ocupa un lugar especial, La Chacha Micaila.
Pudiera parecer que no hay relación entre una cosa y otra, y mucho menos con el propósito de este sitio, sin embargo resulta que en estas obras, como en muchas otras, el punto de unión es un importante personaje zacatecano, el periodista, escritor, guionista, músico, pintor y poeta Antonio Guzmán Aguilera, conocido en el ambiente cinematográfico de nuestro país como Guz Águila.